# Linia kolejowa Kamienica Wołyńska – Krzemieniec
Linia kolejowa Kamienica Wołyńska – Krzemieniec – linia kolejowa na Ukrainie łącząca stację linii Lwów – Zdołbunów Kamienica Wołyńska ze stacją Krzemieniec. Znajduje się w obwodach rówieńskim i tarnopolskim. Zarządzana jest przez Kolej Lwowską (oddział ukraińskich kolei państwowych). Przed II wojną światową leżała w granicach Polski.
Linia na całej długości jest jednotorowa i niezelektryfikowana.